# Дікенс (округ, Техас)
Шаблон:StateAbbr_ 33°37′ пн. ш. 100°47′ зх. д. / 33.62° пн. ш. 100.78° зх. д.
Округ Дікенс (англ. Dickens County) — округ (графство) у штаті Техас, США. Ідентифікатор округу 48125.

## Історія
Округ утворений 1891 року.

## Демографія
За даними перепису 2000 року загальне населення округу становило 2762 осіб, усе сільське. Серед мешканців округу чоловіків було 1565, а жінок — 1197. В окрузі було 980 домогосподарств, 639 родин, які мешкали в 1368 будинках. Середній розмір родини становив 2,89.
Віковий розподіл населення поданий у таблиці:
| Стать    | До 15 років | 15-21 | 22-29 | 30-39 | 40-49 | 50-65 | 65-85 | Понад 85 |
| -------- | ----------- | ----- | ----- | ----- | ----- | ----- | ----- | -------- |
| Чоловіки | 196         | 163   | 276   | 288   | 207   | 209   | 202   | 24       |
| Жінки    | 206         | 100   | 74    | 125   | 166   | 228   | 234   | 64       |

## Суміжні округи
- Мотлі — північ
- Коттл — північний схід
- Кінг — схід
- Стоунволл — південний схід
- Кент — південь
- Гарза — південний захід
- Кросбі — захід
- Флойд — північний захід

## Виноски
1. ↑  U.S. Decennial Census. United States Census Bureau. Архів оригіналу за 26 квітня 2015. Процитовано 22 квітня 2015.
2. ↑  Texas Almanac: Population History of Counties from 1850–2010 (PDF). Texas Almanac. Архів оригіналу (PDF) за 19 квітня 2015. Процитовано 22 квітня 2015.
3. ↑  State & County QuickFacts. United States Census Bureau. Архів оригіналу за 18 жовтня 2011. Процитовано 10 грудня 2013.(англ.) Наведено за англійською вікіпедією.
4. ↑  American FactFinder. Бюро перепису населення США. Архів оригіналу за 21 травня 2008. Процитовано 31 січня 2008.

| США | Це незавершена стаття з географії США. Ви можете допомогти проєкту, виправивши або дописавши її. |